# حشره‌خوار دندان‌دراز
 حشره‌خوار دندان‌دراز (نام علمی: Sorex macrodon) نام یک گونه از سرده حشره‌خوارهای دم‌دراز است.